# Husni al-Za'im
Husni al-Za'im (àrab: حسني الزعيم, Ḥusnī az-Zaʿīm) (Alep, 1897 – Damasc, 14 d'agost de 1949) va ser un militar i polític sirià. La seva família era d'ascendència kurda. Va començar la seva carrera militar com a oficial de l'Exèrcit Otomà. Després que França va instituir el seu mandat colonial sobre Síria, després de la Primera Guerra Mundial, va esdevenir oficial de l'exèrcit francès. Després de la independència siriana, el 1946, va ser Cap d'Estat Major, i va conduir l'exèrcit sirià en la guerra amb l'exèrcit d'Israel el 1948 en la primera guerra araboisraeliana. La derrota de les forces dels estats àrabs en aquesta guerra va sacsejar Síria i va minar la confiança en la caòtica democràcia parlamentària del país.

## Cop d'estat de 1949
El 29 de març de 1949, al-Za'im van prendre el poder en un cop d'estat sense sang. El cop d'estat, segons registres desclassificats i les declaracions d'ex agents de la CIA, va ser patrocinat per Estats Units i la CIA.
El President, Shukri al-Kuwatli, va ser breument empresonat, però després alliberats o enviats a l'exili a Egipte. Al-Za'im també va empresonar molts líders polítics, com ara Munir al-Ajlani, a qui va acusat de conspirar per enderrocar la república. El cop va ser dur a terme amb discret suport de l'ambaixada americana, i, possiblement, ajudat pel Partit Social Nacionalista de Síria, tot i que al-Za'im mateix no és conegut per haver-ne estat membre. Entre els oficials que van assistir al-Za'im en el cop hi havia Adib al-Shishakli i Sami al-Hinnawi, els quals més tard es convertirien en caps militars del país.
El cop d'al-Za'im fou el primer cop d'estat militar en la història de Síria i tindria efectes duradors, ja que van trencar la fràgil i insuficient democràcia del país i va desencadenar una sèrie de cada vegada més violentes revoltes militars. Dos més van seguir a l'agost i el desembre de 1949.
Zaim va tenir un problema greu quan el líder del Partit Social Nacionalista Sirià, Antun Saade (o Antune Saada), fugint del Líban, va demanar asil a Síria i li fou concedit (molts dels principals militars que havien donat suport al cop d'estat eren membres d'aquest partit). Però posteriorment Zaim va fer un acord secret amb el primer ministre libanès Ryad al-Sulh, i el 8 de juliol Saade fou extradit al Líban i després afusellat. El 12 de juliol Zaim va signar l'armistici amb Israel que els seus homes havien negociat en secret amb el primer ministre israelita Mohse Shareet; l'armistici mai es va materialitzar. El 25 de juliol es va celebrar un plebiscit que va confirmar a Zaim a la presidència de Síria (99,9%).

## Règim
Les seves polítiques seculars i les propostes per a l'emancipació de les dones a través de concedir-los el vot, i suggerint que havien de renunciar a la pràctica Islàmica del vel, va crear un gran enrenou entre els líders religiosos musulmans (el sufragi femení només va aconseguir durant la tercera administració civil d'Hashim al-Atassi, un opositor dels governs militars). La recaptació de tributs també afectava als empresaris i els nacionalistes àrabs encara remugaven per la signatura d'un alto el foc amb Israel, així com els acords amb les Companyies de petroli dels Estats Units per a la construcció del oleoducte Trans-Àrab. Va fer una oferta de pau a Israel oferint d'acollir 300.000 refugiats palestins a Síria, a canvi de modificacions de frontera en la línia d'alto el foc i la meitat israelita del Llac de Tiberíades. L'establiment de refugiats es va fer condicionada a l'assistència per a l'economia de Síria. La proposta fou contestada lentament per Jerusalem i no fou tractada seriosament.
Mancat de suport popular, al-Za'im va ser enderrocat després de només quatre mesos i mig pels seus companys, al-Shishakli i al-Hinnawi. Quan al-Hinnawi va prendre el poder com a líder de la junta militar, Husni al-Za'im va ser ràpidament enviat a la presó de Mezze a Damasc, i executat juntament amb el Primer Ministre Muhsin al-Barazi.

## Aspecte Social
Al-Za'im va treballat intensament per a l'abolició de l'ús del fes, afirmant que era antiquat com tots els articles de barreteria adoptats dels temps de l'Imperi Otomà. Està acreditat que va donar suport al dret de vot de les dones i el dret a optar per a un càrrec públic a Síria. Una llei en aquest sentit havia estat debatut en el Parlament Sirià des de 1920 i cap líder es va atrevir mai a donar-hi suport, excepte al-Zaim.
Fins i tot els grans clergues musulmans van exigir una audiència amb el president, per oposar-se al cada vegada més liberal estil de vida promogut per les dones de Síria. Un tema d'especial preocupació era la barreja d'homes i dones en el Gran Hotel a Bludan.
Zaim va dir que sí, concedint-los una audiència al mateix hotel. Quan els clergues hi van anar a la nit i els va tenir asseguts al voltant d'una taula de menjador, li va dir a un dels cambrers, "si us plau, preparar el sopar, porteu el whisky, i crideu les ballarines!" Zaim va mirar cap enrere als seus convidats, que es van horroritzar amb la seva actitud, i ja no es va atrevir a demanar l'aplicació de la llei Islàmica. Durant els 137 dies del seu govern a Síria, Husni al-Za'im mai no va executar a ningú. Va tenir formes creatives de castigar aquells que van desobeir-lo, però. Quan la qualitat del pa va caure a nivells inacceptables, Zaim va ordenar a tots els forners caminar descalços per la grava, fins que la sang va fluir dels seus peus.

## Família
Husni al-Za'im estava casat amb Nouran, que va ser la primera dama de Síria des d'abril a agost de 1949. El matrimoni va tenir lloc el 1947, dos anys abans que Husni al-Zaim es va convertir en president de la República. Per tal de complaure la seva jove esposa, Zaim li va demanar a la seva germana Kariman (de només 11 anys) de viure amb ells a Damasc. Zaom la va tractar-la com una germana i la va enviar al Liceu Laic (una de les millors escoles preparatòries a les escoles de la ciutat). Una altra germana Orfan els va visitar sovint, i va prendre la costum de jugar amb un guàrdia, Abdel Hamid Sarraj (el cap de seguretat de la presidència qui va esdevenir cap de l'Oficina de Intel·ligència i ministre de l'interior durant els anys de la unió amb Egipte 1958-1961).
Durant la detenció d'al-Za'im, i quan els guàrdies van arribar a detenir-lo, Zaim es va vestir i va dir adéu a la seva dona embarassada. "Relaxat" li va dir, "tornare aviat per rebre el nostre primer nadó junts!" Niveen (la seva filla) va dir: "la meva mare i la tia m'han dit que el sofà on generalment estaven assegudes ha estat cosits a trets amb bales. Sarraj sabia amb antelació que un atac estava a punt de venir i els va dir-los que pugessin per mantenir-les fora de perill." Menys d'una setmana abans del cop d'estat—que va portar a l'execució de Za'im i el seu Primer Ministre Muhsen al-Barazi—els cosins de Nouran el van alertar, dient que havien confirmat la informació de la intel·ligència dient que Sami al-Hinnawi (el seu camarada de la guerra de 1948) planejava matar-lo. Zaim va convocar a Hinnawi i directament li va preguntar, "Sami, els meus cunyats m'estan dient que vols matar-me?" Hinnawi va respondre, "Impossible. Com puc matar el meu líder i amic?" Després que el president va ser detingut al 14 d'agost, Nouran i la seva germana es van mantenir sota arrest domiciliari durant tota una setmana. " No es va portar menjar a la casa," va dir Niveen. Un guardià senegalès va intentar ajudar-los passant el seu propi menjar a través de la finestra.